# Населення Венесуели
Населення Венесуели. Чисельність населення країни 2015 року становила 29,275 млн осіб (45-те місце у світі). Чисельність венесуельців стабільно збільшується, народжуваність 2015 року становила 19,16 ‰ (90-те місце у світі), смертність — 5,31 ‰ (179-те місце у світі), природний приріст — 1,39 % (85-те місце у світі) . 

## Природний рух

### Відтворення
Народжуваність у Венесуелі, станом на 2015 рік, дорівнює 19,16 ‰ (90-те місце у світі). Коефіцієнт потенційної народжуваності 2015 року становив 2,32 дитини на одну жінку (91-ше місце у світі).
Смертність у Венесуелі 2015 року становила 5,31 ‰ (179-те місце у світі).
Природний приріст населення в країні 2015 року становив 1,39 % (85-те місце у світі).

### Вікова структура

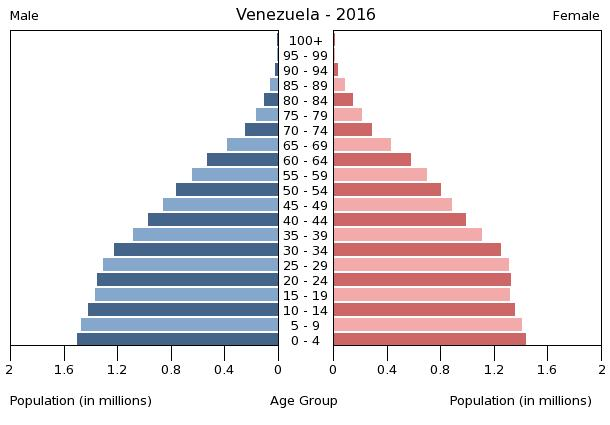
Віково-статева піраміда населення Венесуели, 2016 рік

Середній вік населення Венесуели становить 28 років (140-ве місце у світі): для чоловіків — 27,3, для жінок — 28,7 року. Очікувана середня тривалість життя 2015 року становила 74,54 року (116-те місце у світі), для чоловіків — 71,4 року, для жінок — 77,83 року.
Вікова структура населення Венесуели, станом на 2015 рік, виглядає таким чином:
- діти віком до 14 років — 27,76 % (4 143 988 чоловіків, 3 983 457 жінок);
- молодь віком 15—24 роки — 18,71 % (2 754 818 чоловіків, 2 724 039 жінок);
- дорослі віком 25—54 роки — 39,7 % (5 711 044 чоловіки, 5 911 607 жінок);
- особи передпохилого віку (55—64 роки) — 7,68 % (1 067 661 чоловік, 1 180 276 жінок);
- особи похилого віку (65 років і старіші) — 6,14 % (791 095 чоловіків, 1 007 475 жінок)[1].

### Шлюбність— розлучуваність
Коефіцієнт шлюбності, тобто кількість шлюбів на 1 тис. осіб за календарний рік, дорівнює 3,3; коефіцієнт розлучуваності — 0,9; індекс розлучуваності, тобто відношення шлюбів до розлучень за календарний рік — 27 (дані за 2006 рік)

## Історія
Населення Венесуели виросло з 766 тисяч осіб у 1823 році до 2,4 млн в 1920 році. Однак райони Гвіанського нагір'я залишались майже незаселеними до Другої світової війни. Нестача кваліфікованих нафтовиків на нафтопромислах після війни викликала приплив інженерів і робітників з-за кордону. Крім цього, уряд почав вербувати переселенців у Європі, і в країну хлинув потік іммігрантів, особливо з Іспанії, Португалії і Італії. Однак спроба сільськогосподарського освоєння Гвіанського нагір'я не увінчалась великим успіхом, погано пристосовані до життя в тропічних лісах європейці врешті-решт осіли в Каракасі, Маракайбо та в інших містах. Багато переселенців, як легальних, так і нелегальних, прибувають з Колумбії. Є свідчення, що на початку 1990-х років більш як 1 млн колумбійців нелегально проживало у Венесуелі. Згідно з даними перепису 2001, чисельність населення Венесуели становила 23,23 млн осіб.

## Розселення
Густота населення країни 2015 року становила 35,3 особи/км² (182-ге місце у світі). Більшість населення країни концентрується на відрогах Анд на півночі й заході території країни. Не менш як 3/4 населення проживає у вузькій смузі берегових гірських гряд, які перетинаються вздовж узбережжя Карибського моря від колумбійського кордону до дельти Оріноко. Ще 15 % жителів зосереджені в нафтоносному районі навколо озера Маракайбо. На відміну від цих відносно густонаселених районів, південна частина країни, від річок Апуре та Ориноко до бразильського та колумбійського кордонів, ніколи не мала значного населення. В цих районах, де високі кам'яні плато чергуються зі сухими низькотравними степами та густими лісами, густота населення ніде не перевищує 2—3 особи на 1 км². Населені пункти по більшості являють собою декілька будинків на березі річки.

### Урбанізація
Венесуела надзвичайно урбанізована країна. Рівень урбанізованості становить 89 % населення країни (станом на 2015 рік), темпи зростання частки міського населення — 1,54 % (оцінка тренду за 2010—2015 роки).
Головні міста держави: Каракас (столиця) — 2,916 млн осіб, Маракайбо — 2,196 млн осіб, Валенсія — 1,734 млн осіб, Маракай — 1,166 млн осіб, Баркасіменто — 1,039 млн осіб (дані за 2015 рік). Каракас розташований у мальовничій долині в прибережній гірській області. Маракайбо, колись було скупченням примітивних хатин, які споруджені на палях, тепер же сучасне місто та найбільший центр нафтовидобування. На південний захід від Каракаса лежить Валенсія, центр скотарства та молочної промисловості.

### Міграції
Річний рівень еміграції 2015 року становив 0 ‰ (79-те місце у світі). Цей показник не враховує різниці між законними і незаконними мігрантами, між біженцями, трудовими мігрантами та іншими.

#### Біженці й вимушені переселенці
Станом на 2015 рік, в країні постійно перебуває 173,67 тис. біженців з Колумбії.
Венесуела є членом Міжнародної організації з міграції (IOM).

## Расово-етнічний склад
| Етнічний склад (2015 рік) | Етнічний склад (2015 рік) | Етнічний склад (2015 рік) | Етнічний склад (2015 рік) | Етнічний склад (2015 рік) |
| ------------------------- | ------------------------- | ------------------------- | ------------------------- | ------------------------- |
| Етнос:                    |                           |                           | Відсоток:                 |                           |
| іспанці                   | іспанці                   |                           | %                         | %                         |
| італійці                  | італійці                  |                           | %                         | %                         |
| португальці               | португальці               |                           | %                         | %                         |
| араби                     | араби                     |                           | %                         | %                         |
| німці                     | німці                     |                           | %                         | %                         |
| африканці                 | африканці                 |                           | %                         | %                         |
| індіанці                  | індіанці                  |                           | %                         | %                         |

Головні етноси країни: іспанці, італійці, португальці, араби, німці, африканці, індіанці.

## Мови
| Мови Венесуели (2015 рік) | Мови Венесуели (2015 рік) | Мови Венесуели (2015 рік) | Мови Венесуели (2015 рік) | Мови Венесуели (2015 рік) |
| ------------------------- | ------------------------- | ------------------------- | ------------------------- | ------------------------- |
| Мова:                     |                           |                           | Відсоток:                 |                           |
| іспанська                 | іспанська                 |                           | 98%                       | 98%                       |
| інші                      | інші                      |                           | 2%                        | 2%                        |

Офіційна мова: іспанська. У країні налічується велика кількість місцевих індіанських мов.

## Релігії
| Релігії у Венесуелі (2012 рік) | Релігії у Венесуелі (2012 рік) | Релігії у Венесуелі (2012 рік) | Релігії у Венесуелі (2012 рік) | Релігії у Венесуелі (2012 рік) |
| ------------------------------ | ------------------------------ | ------------------------------ | ------------------------------ | ------------------------------ |
| Віросповідання:                |                                |                                | Відсоток:                      |                                |
| католики                       | католики                       |                                | 96%                            | 96%                            |
| протестанти                    | протестанти                    |                                | 2%                             | 2%                             |
| інші                           | інші                           |                                | 2%                             | 2%                             |

Головні релігії й вірування, які сповідує, і конфесії та церковні організації, до яких відносить себе населення країни: номінальне римо-католицтво — 96 %, протестантизм — 2 %, інші — 2 % (станом на 2015 рік).

## Освіта
Рівень письменності 2015 року становив 96,3 % дорослого населення (віком від 15 років): 96,4 % — серед чоловіків, 96,2 % — серед жінок.
Державні витрати на освіту становлять 6,9 % ВВП країни, станом на 2009 рік (22-ге місце у світі). Середня тривалість освіти становить 14 років (станом на 2014 рік).

## Охорона здоров'я
Забезпеченість лікарняними ліжками в стаціонарах — 0,9 ліжка на 1000 мешканців (станом на 2011 рік). Загальні витрати на охорону здоров'я 2014 року становили 5,3 % ВВП країни (151-ше місце у світі).
Смертність немовлят до 1 року, станом на 2015 рік, становила 18,91 ‰ (92-ге місце у світі); хлопчиків — 22,29 ‰, дівчаток — 15,37 ‰. Рівень материнської смертності 2015 року становив 95 випадків на 100 тис. народжень (79-те місце у світі).
Венесуела входить до складу ряду міжнародних організацій: Міжнародного руху (ICRM) і Міжнародної федерації товариств Червоного Хреста і Червоного Півмісяця (IFRCS), Дитячого фонду ООН (UNISEF), Всесвітньої організації охорони здоров'я (WHO).

### Захворювання
Потенційний рівень зараження інфекційними хворобами в країні високий. Найпоширеніші інфекційні захворювання: діарея, гепатит А, гарячка денге, малярія. Станом на серпень 2016 року в країні були зареєстровані випадки зараження вірусом Зіка через укуси комарів Aedes, переливання крові, статевим шляхом, під час вагітності.
2014 року зареєстровано 106,9 тис. хворих на СНІД (43-тє місце у світі), це 0,55 % населення в репродуктивному віці 15—49 років (61-ше місце у світі). Смертність 2014 року від цієї хвороби становила 4,4 тис. осіб (33-тє місце у світі).
Частка дорослого населення з високим індексом маси тіла 2014 року становила 24,3 % (26-те місце у світі); частка дітей віком до 5 років зі зниженою масою тіла становила 2,9 % (оцінка на 2009 рік). Ця статистика показує як власне стан харчування, так і наявну/гіпотетичну поширеність різних захворювань.

### Санітарія
Доступ до облаштованих джерел питної води 2015 року мало 95 % населення в містах і 77,9 % у сільській місцевості; загалом 93,1 % населення країни. Відсоток забезпеченості населення доступом до облаштованого водовідведення (каналізація, септик): у містах — 97,5 %, у сільській місцевості — 69,9 %, загалом по країні — 94,4 % (станом на 2015 рік). Споживання прісної води, станом на 2008 рік, дорівнює 9,06 км³ на рік, або 358,6 тонни на одного мешканця на рік: з яких 23 % припадає на побутові, 4 % — на промислові, 74 % — на сільськогосподарські потреби.

## Соціально-економічне становище
Співвідношення осіб, що в економічному плані залежать від інших, до осіб працездатного віку (15—64 роки) загалом становить 52,4 % (станом на 2015 рік): частка дітей — 42,8 %; частка осіб похилого віку — 9,5 %, або 10,5 потенційно працездатного на 1 пенсіонера. Загалом ці показники характеризують рівень потреби державної допомоги в секторах освіти, охорони здоров'я і пенсійного забезпечення, відповідно. За межею бідності 2013 року перебувало 32,1 % населення країни. Розподіл доходів домогосподарств у країні має такий вигляд: нижній дециль — 1,7 %, верхній дециль — 32,7 % (станом на 2006 рік).
Станом на 2013 рік, у країні 100 тис. осіб не мали доступу до електромереж; 99,7 % населення має доступ, в містах цей показник дорівнює 99,8 %, у сільській місцевості — 98,6 %. Рівень проникнення інтернет-технологій високий. Станом на липень 2015 року в країні налічувалось 18,113 млн унікальних інтернет-користувачів (37-ме місце у світі), що становило 61,9 % загальної кількості населення країни.

### Трудові ресурси
Загальні трудові ресурси 2015 року становили 14,49 млн осіб (40-ве місце у світі). Зайнятість економічно активного населення у господарстві країни розподіляється таким чином: аграрне, лісове і рибне господарства — 7,3 %; промисловість і будівництво — 21,8 %; сфера послуг — 70,9 % (станом на 2011 рік). Безробіття 2015 року дорівнювало 8,1 % працездатного населення, 2014 року — 7 % (94-те місце у світі); серед молоді у віці 15—24 років ця частка становила 14,7 % (70-те місце у світі).

## Кримінал

### Наркотики

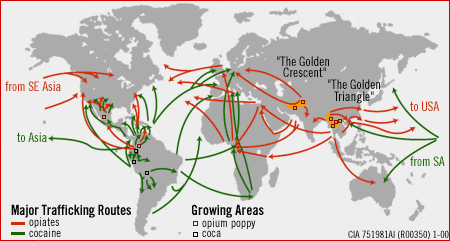
Світові маршрути наркотрафіку

Незначне вирощування опійного маку і коки для виготовлення опію і кокаїну. Велика кількість кокаїну, героїну і марихуани прямує транзитом з Колумбії до США. Значний центр відмивання грошей, отриманих незаконним шляхом (кордон з Колумбією, острів Маргарита). У державі діє активна програма протидії обігу наркотичних засобів, на колумбійському кордоні відмічають зростання діяльності взаємодії з колумбійськими наркоділками.

### Торгівля людьми
Згідно зі щорічною доповіддю про торгівлю людьми (англ. Trafficking in Persons Report) Управління з моніторингу та боротьби з торгівлею людьми Державного департаменту США, уряд Венесуели докладає значних зусиль у боротьбі з явищем примусової праці, сексуальної експлуатації, незаконною торгівлею внутрішніми органами, але не повною мірою, країна перебуває у списку спостереження другого рівня.

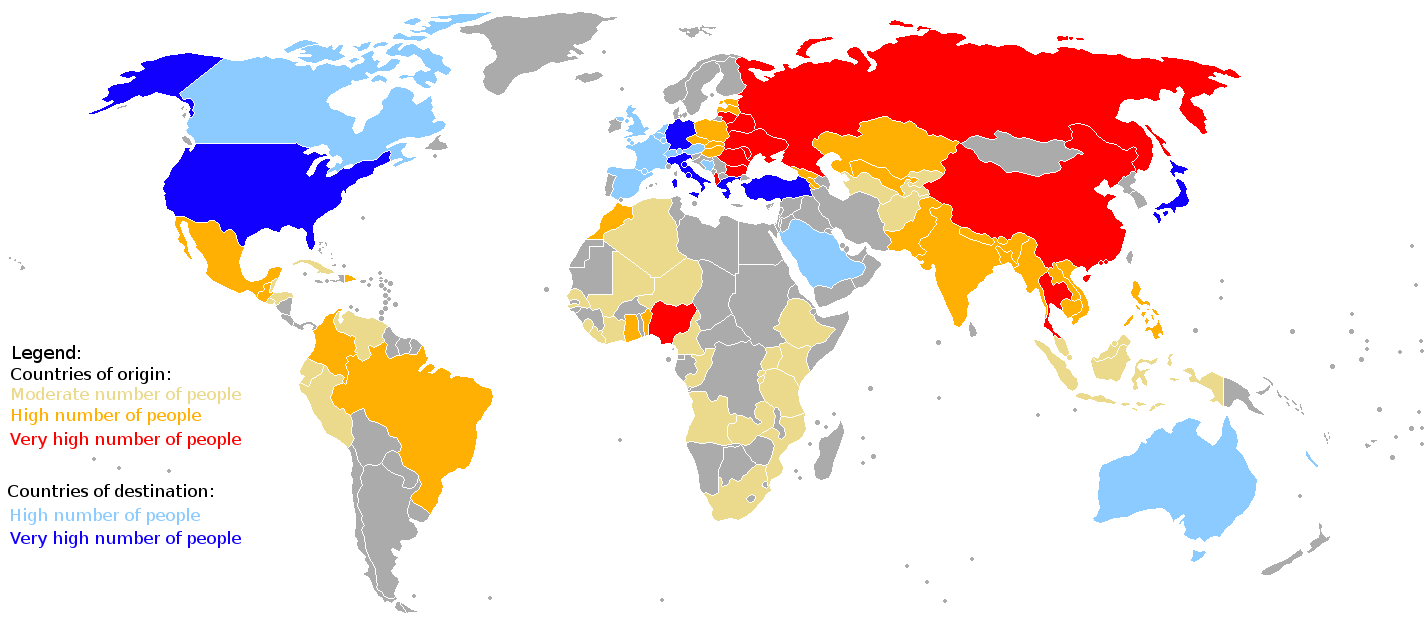
Країни-донори (червоний) і країни-реципієнти кримінальних потоків  (англ.)
Глобальна боротьба з торгівлею людьми (англ.)

## Гендерний стан
Статеве співвідношення (оцінка 2015 року):
- при народженні — 1,05 особи чоловічої статі на 1 особу жіночої;
- у віці до 14 років — 1,04 особи чоловічої статі на 1 особу жіночої;
- у віці 15—24 років — 1,01 особи чоловічої статі на 1 особу жіночої;
- у віці 25—54 років — 0,97 особи чоловічої статі на 1 особу жіночої;
- у віці 55—64 років — 0,91 особи чоловічої статі на 1 особу жіночої;
- у віці старше за 64 роки — 0,79 особи чоловічої статі на 1 особу жіночої;
- загалом — 0,98 особи чоловічої статі на 1 особу жіночої[1].

## Демографічні дослідження
Демографічні дослідження в країні ведуться рядом державних і наукових установ:

### Українською
- Атлас. 10—11 клас. Економічна і соціальна географія світу / упорядники :  О. Я. Скуратович, Н. І. Чанцева. — К. : ДНВП «Картографія», 2010. — ISBN 978-966-475-639-3.
- Атлас світу / голов. ред. І. С. Руденко ; зав. ред. В. В. Радченко ; відп. ред. О. В. Вакуленко. — К. : ДНВП «Картографія», 2005. — 336 с. — ISBN 9666315467.
- Безуглий В. В. Економічна і соціальна географія зарубіжних країн : Навчальний посібник. — К. : ВЦ «Академія», 2007. — 704 с. — ISBN 978-966-580-239-6.
- Безуглий В. В., Козинець С. В. Регіональна економічна і соціальна географія світу : Навчальний посібник. — видання 2-ге, доп., перероб. — К. : ВЦ «Академія», 2007. — 688 с. — ISBN 966-580-144-9.
- Головченко В. І., Кравчук О. Країнознавство: Азія, Африка, Латинська Америка, Австралія і Океанія. — К., 2006. — 335 с. — ISBN 966-8939-04-2.
- Гудзеляк І. І. Географія населення: Навчальний посібник / І. Гудзеляк. — Л. : Видавничий центр ЛНУ імені Івана Франка, 2008. — 232 с. — ISBN 978-966-613-599-8.
- Дахно І. І. Країни світу: Енциклопедичний довідник / І. І. Дахно, С. М. Тимофієв. — К. : Мапа, 2011. — 606 с. — (Бібліотека нового українця) — ISBN 978-966-8804-23-6.
- Дахно І. І. Економічна географія зарубіжних країн : навчальний посібник. — К. : Центр учбової літератури, 2014. — 319 с. — ISBN 978-611-01-0682-5.
- Джаман В. О. Регіональні системи розселення: демографічні аспекти. — Чернівці : Рута, 2003. — 392 с. — ISBN 9665685988.
- Дорошенко Л. С. Демографія: Навчальний посібник. — К. : МАУП, 2005. — 112 с. — ISBN 966-608-442-2.
- Дубович І. А. Країнознавчий словник-довідник. — 5-те вид., перероб. і доп. — К. : Знання, 2008. — 839 с. — ISBN 978-966-346-330-8.
- Економічна і соціальна географія країн світу. Навчальний посібник / За ред. Кузика С. П. — Л. : Світ, 2002. — 672 с. — ISBN 966-603-178-7.
- Загальна медична географія світу / В. О. Шевченко [та ін.] — К. : [б.в.], 1998. — 178 с.
- Книш М. М., Мамчур О. І. Регіональна економічна і соціальна географія світу (Латинська Америка та Карибські країни, Африка, Азія, Океанія) : навч. посіб. — Л. : ЛНУ ім. Івана Франка, 2013. — 368 с. — ISBN 978-617-10-0007-0.
- Крисаченко В. С. Динаміка населення: Популяційні, етнічні та глобальні виміри. — К. : Видавництво Національного інституту стратегічних досліджень, 2005. — 368 с. — ISBN 966-554-083-1.
- Кузик С. П., Книш М. М. Економічна і соціальна географія країн Америки : навч. посіб. — Л. : ЛНУ ім. Івана Франка, 1999. — 299 с. — ISBN 966-613-026-2.
- Любіцева О. О., Мезенцев К. В., Павлов С. В. Географія релігій. — К. : АртЕК, 1999. — 504 с. — ISBN 966-505-006-0.
- Масляк П. О. Країнознавство. — К. : Знання, 2007. — 292 с. — (Вища освіта XXI століття)
- Масляк П. О., Дахно І. І. Економічна і соціальна географія світу / П. О. Масляк, І. І. Дахно ; за ред. П. О. Масляка. — К. : Вежа, 2003. — 280 с. — ISBN 966-7091-53-8.

### Російською
- (рос.) Венесуэла // Демографический энциклопедический словарь / главн. ред. Валентей Д. И. — М. : Советская энциклопедия, 1985. — 608 с.
- (рос.) Венесуэла // Латинская Америка. Энциклопедический справочник [в 2-х тт.] / Главный редактор В. В. Вольский. — М. : Советская энциклопедия, 1979. — Т. 1. А-К. — 576 с.
- (рос.) Венесуэла // Страны и народы. Америка. Южная Америка / Редкол. : В. В. Вольский (отв. ред.) и др. — М. : «Мысль», 1983. — 285 с. — (Страны и народы) — 180 тис. прим.
- (рос.) Атлас народов мира / Отв. ред. С. И. Брук и В. С. Апенченко. — М. : ГУГК ГГК СССР и Институт этнографии им. Н. Н. Миклухо-Маклая АН СССР, 1964. — 185 с. — 20 тис. прим.
- (рос.) Численность и расселение народов мира. Этнографические очерки / под ред. С. И. Брука. — М. : Издательство АН СССР, 1962. — 487 с.
- (рос.) Лаппо Г. М. География городов: Учебное пособие для географических факультетов вузов. — М. : Туманит, изд. центр ВЛАДОС, 1997. — 476 с. — ISBN 5-691-00047-0.
- (рос.) Ягельский А. География населения. — М. : Прогресс, 1980. — 383 с.